# Beth Anderson
Pour les articles homonymes, voir Anderson.
Beth Anderson, née le 3 janvier 1950 à Lexington, est une compositrice, interprète et astrologue américaine.

## Biographie
Lorsqu'elle s'installe en Californie, Beth Anderson fait partie de plusieurs groupes musicaux d'extrême avant garde. Elle étudie avec John Cage, Robert Ashley, Larry Austin, Terry Riley, Helen Lipscomb, Richard Swift, Kenneth Wright, John B. Chance ou encore Nathan Rubin.
Son esthétique prend en compte le son, la vue et le mouvement dans des productions multimédias. Elle adopte la méthode de composition de Charles Amirkhanian dite « texte-son », permettant une liberté d'improvisation totale en gardant tout de même un sérialisme des sons, des rythmes et des combinaisons harmoniques.
Elle tente d'associer l'harmonie à la conscience cosmique, la perception extrasensorielle et la numérologie. Elle applique aussi les méthodes de collage et de coupure. Très investie dans le militantisme féministe, elle participe à l'organisation du groupe Hysteresis, associations de compositrices. Elle est également co-rédactrice pour Ear Magazine, explorant la nature du son d'un point de vue psychologique et surréaliste. Elle a également publié de la poésie.

## Œuvres
Elle compose de nombreuses œuvres pour piano, des œuvres comprenant une bande-magnétique, ainsi que des pièces texte-son.

### Opéras
- Queen Christina (création au Mills College le 1er décembre 1973)
- Riot Rot

### Oratorio
- Joan (création au Festival de Cabrillo le 22 août 1974)

### Théâtre
- Soap Tuning (1976)

### Comédie musicale
- Elizabeth Rex (1983)

### Musique orchestrale
- Revel (1985)
- Music for Charlemagne Palestine (1973)
- Pennyroyal Swale (1985)

### Musique de chambre
- Rosamary Swale, pour quatuor à cordes (1986)